# Književnost u 1879.
◄◄ | ◄ | 1876. | 1877. | 1878. | 1879.  | 1880. | 1881. | 1882. | ► | ►►
Arhitektura • Astronomija • Biologija • Film • Fotografija • Glazba • Kazalište • Kemija • Kiparstvo • Knjige • Književnost • Kršćanstvo • Meteorologija • Medicina • Planinarstvo • Politika • Pravo • Promet • Slikarstvo • Šport • Znanost • Željeznički promet
Književnost u 1879.

## Svijet

### Književna djela
- Lutkina kuća Henrika Ibsena

## Hrvatska i u Hrvata

### Književna djela
- Prosjak Luka Augusta Šenoe

## Vanjske poveznice
|  | Zajednički poslužitelj ima još gradiva o temi Književnost u 1879. |